# Rétság
Rétság je mesto na Madžarskem, ki upravno spada v podregijo Rétsági Županije Nógrád.